# Дискретное равномерное распределение
В теории вероятностей случайная величина имеет дискретное равномерное распределение, если она принимает конечное число {\displaystyle n} значений с равными вероятностями, соответственно, вероятность каждого значения равна {\displaystyle 1/n.}

## Примеры
- При подбрасывании монеты случайная величина принимает значение {\displaystyle 1}, если выпал «орёл», или 0, если выпала «решка». Вероятность выпадения одного из двух значений равна 1/2, одинакова для обоих значений, поэтому случайная величина имеет дискретное равномерное распределение.

- При бросании игральной кости случайная величина — число точек на грани — принимает одно из 6 возможных значений: {\displaystyle \{1,2,3,4,5,6\}}. Вероятность выпадения одной точки из шести равна 1/6, одинакова для каждой точки, поэтому случайная величина имеет дискретное равномерное распределение.

- Распределение бывает как дискретным, так и непрерывным. В случае дискретного распределения это такое распределение, когда вероятность каждого из значений случайной величины одна и та же. Если есть N количество возможных значений. Стоим на остановке, там есть интервал движения 10 минут. В каждый случайный момент (когда подходим к остановке) вероятность того, что автобус пойдет в течение 1 минуты - 1/10. А вероятность того, что автобус пойдет в течение 4 минут? Чтобы задать случайную величину, нужно задать плотность распределения вероятности на данном отрезке.